# Демократична ліга Косова
Демократична ліга Косова (алб. Lidhja Demokratike е Kosovës) — політична партія в Косові.
Партія була заснована групою місцевих інтелектуалів в 1989 році, незабаром після скасування Слободаном Мілошевичем автономії краю Косово і Метохія. Довгий час партія була найпопулярнішою організацією, яка вела боротьбу за незалежність краю, проте після Косовської війни, коли ДЛК за рекомендацією США почала переговори з Мілошевичем про припинення насильства, її популярність помітно впала.
Проте, на парламентських виборах у краї 2004 партія отримала 45,4 % голосів виборців і 47 з 120 місць в парламенті. На виборах 2007 року партія отримала 22,6 % голосів виборців і 25 місць. Відзначається, що не дуже вдалий для ДЛК виступ на виборах 2007 року був пов'язаний зі смертю впливового лідера партії Ібрагіма Ругова в січні 2006 року. Проте, в 2007 році партія увійшла до правлячої коаліції разом із Демократичною партією Косова. Прем'єр-міністром краю (який незабаром проголосив незалежність) став представник ДПК Хашим Тачі. У жовтні 2010 року ДЛК вийшла з коаліції; 2 листопада парламент виніс вотум недовіри Хашиму Тачі.
До 27 вересня 2010 представник партії Фатмір Сейдіу був президентом Республіки Косово. 7 листопада 2010 новим керівником партії був обраний мер Приштини Іса Мустафа; на внутрішньому голосуванні він отримав 235 голосів проти 125 у Фатміра Сейдіу.
На парламентських виборах 2010 року партія отримала 172 552 (24,69 %) голосів і 27 місць.
З 4 квітня представник Демократичної Ліги Косова Вйоса Османі стала 5-им Президентом Косова.